# Station Ruurlo
Station Ruurlo (afkorting: Rl) is een spoorwegstation in het Gelderse Ruurlo aan de spoorlijn Winterswijk – Zutphen. Het station werd geopend op 24 juni 1878. In 1884 werd er een tweede spoorlijn geopend van Ruurlo naar Hengelo (Ov). Deze lijn werd een jaar later verlengd naar Doetinchem.

## Geschiedenis
Het station werd in 1878 geopend in opdracht van de Geldersch-Overijsselsche Lokaalspoorweg-Maatschappij. In 1919 werd het station verbouwd: de linkervleugel werd verlengd en middendeel kreeg een halve verdieping en een schilddak. In 1985 werd het stationsgebouw afgebroken, nadat het al enkele jaren leeg stond en ten prooi was gevallen aan vandalisme.
Eerder stonden er bij het station van Ruurlo twee Koffiehuizen, een van de panden is nog aanwezig. Deze bevindt zich op de hoek van Stationsstraat en Spoorstraat.
In 2011 werd het station verbouwd. Belangrijkste punten hierin zijn een busplein, een voetgangersbrug die het station verbindt met de zuidelijk gelegen parkeerplaats, en een fietsenstalling.

## Dienstregeling
Trein
Tot 1999 reed de NS op deze lijn. Daarna nam Syntus de exploitatie over en sinds december 2012 exploiteert Arriva de lijn.
| Serie       | Treinsoort         | Route                                      | Bijzonderheden |
| ----------- | ------------------ | ------------------------------------------ | --- |
| 30400 RE 30 | Sneltrein (Arriva) | Apeldoorn – Zutphen – Ruurlo – Winterswijk | Rijdt 's avonds van Zutphen naar Apeldoorn en van Apeldoorn naar Winterswijk. Rijdt in het weekend de gehele dag tussen Winterswijk en Apeldoorn. Stopt tussen Zutphen en Winterswijk op alle tussengelegen stations. |
| 30800 RS 31 | Stoptrein (Arriva) | Winterswijk – Ruurlo – Zutphen             | enkele treinen rijden van/naar Apeldoorn |

Bus
| Lijn | Route | Soort bus    |
| ---- | --- | ------------ |
| 23   | Doetinchem - Zelhem - Wolfersveen - Veldhoek - Station Ruurlo - Borculo                                  | Streekbus    |
| 191  | Ruurlo Bundeling - Station Ruurlo - Mariënvelde - Zieuwent - Lichtenvoorde - Barlo - Bredevoort - Aalten | Buurtbus     |
| 458  | Borculo → Lochem → Barchem → Station Ruurlo → Borculo                                                    | Streekbus    |
| 858  | Vorden → Lochem → Barchem → Ruurlo → Borculo → Station Ruurlo → Vorden                                   | Nachtvlinder |

## Afbeeldingen

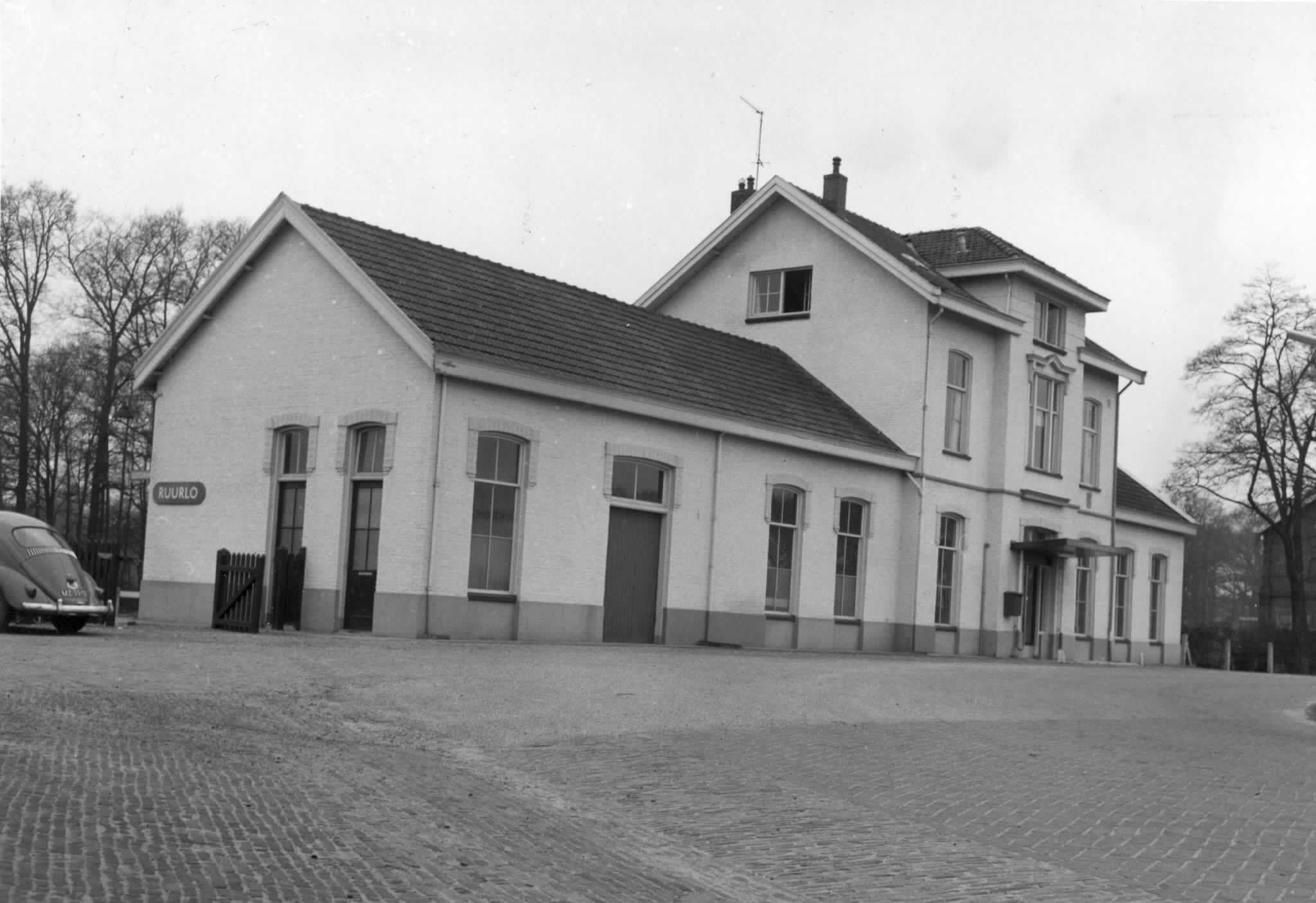
Station in 1967
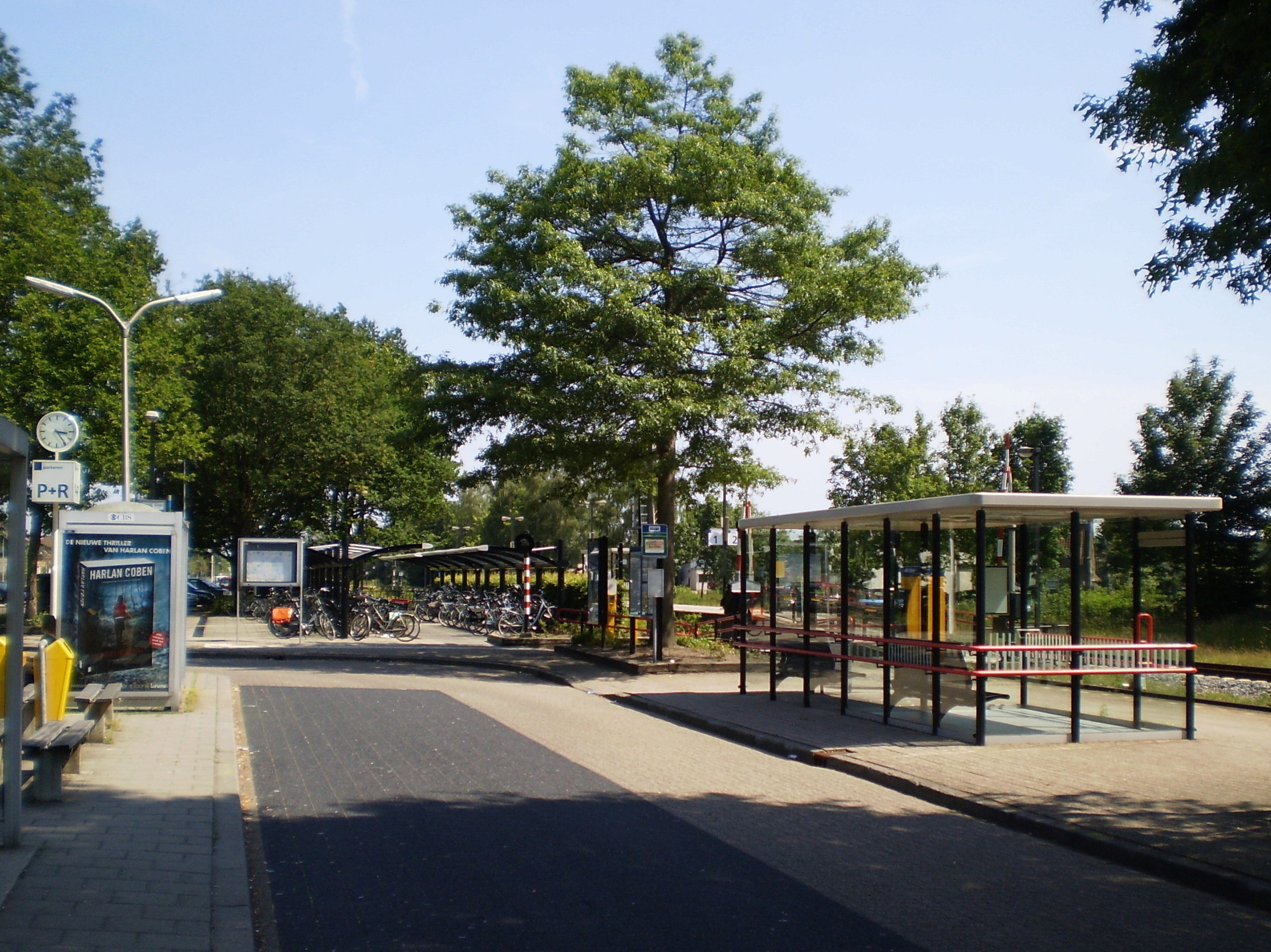
Station in 2010
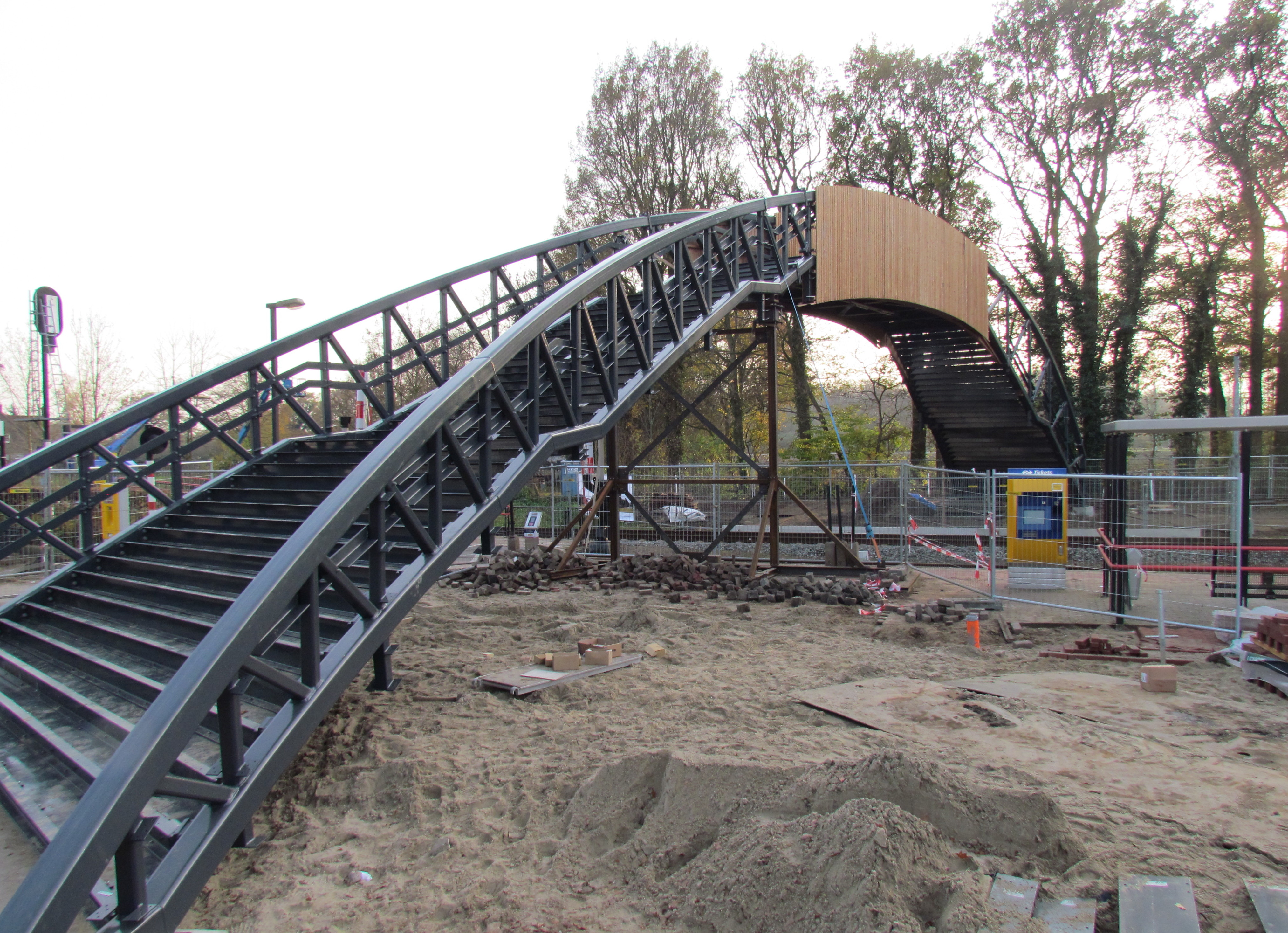
Bouw van de loopbrug
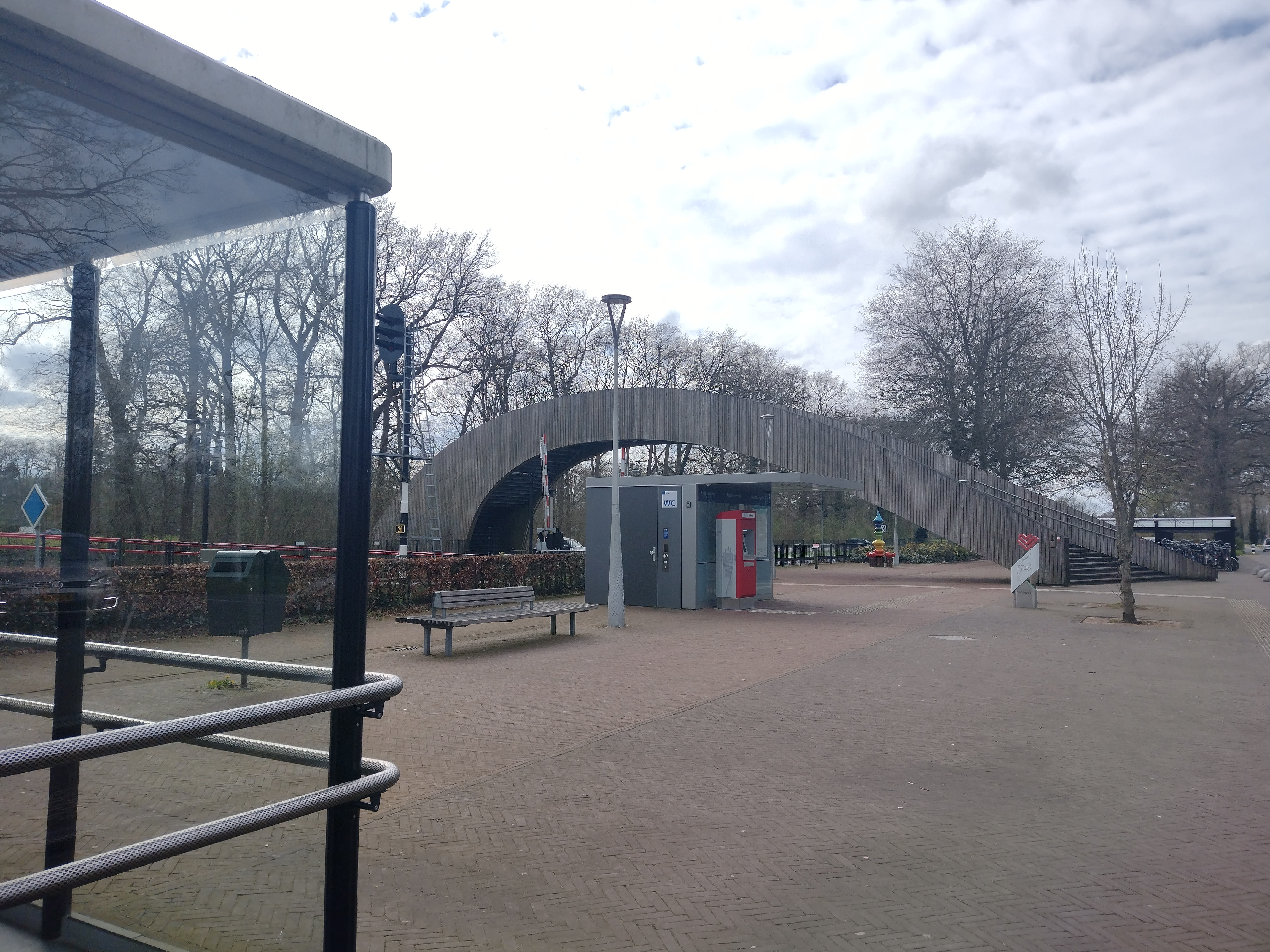
Station in 2024
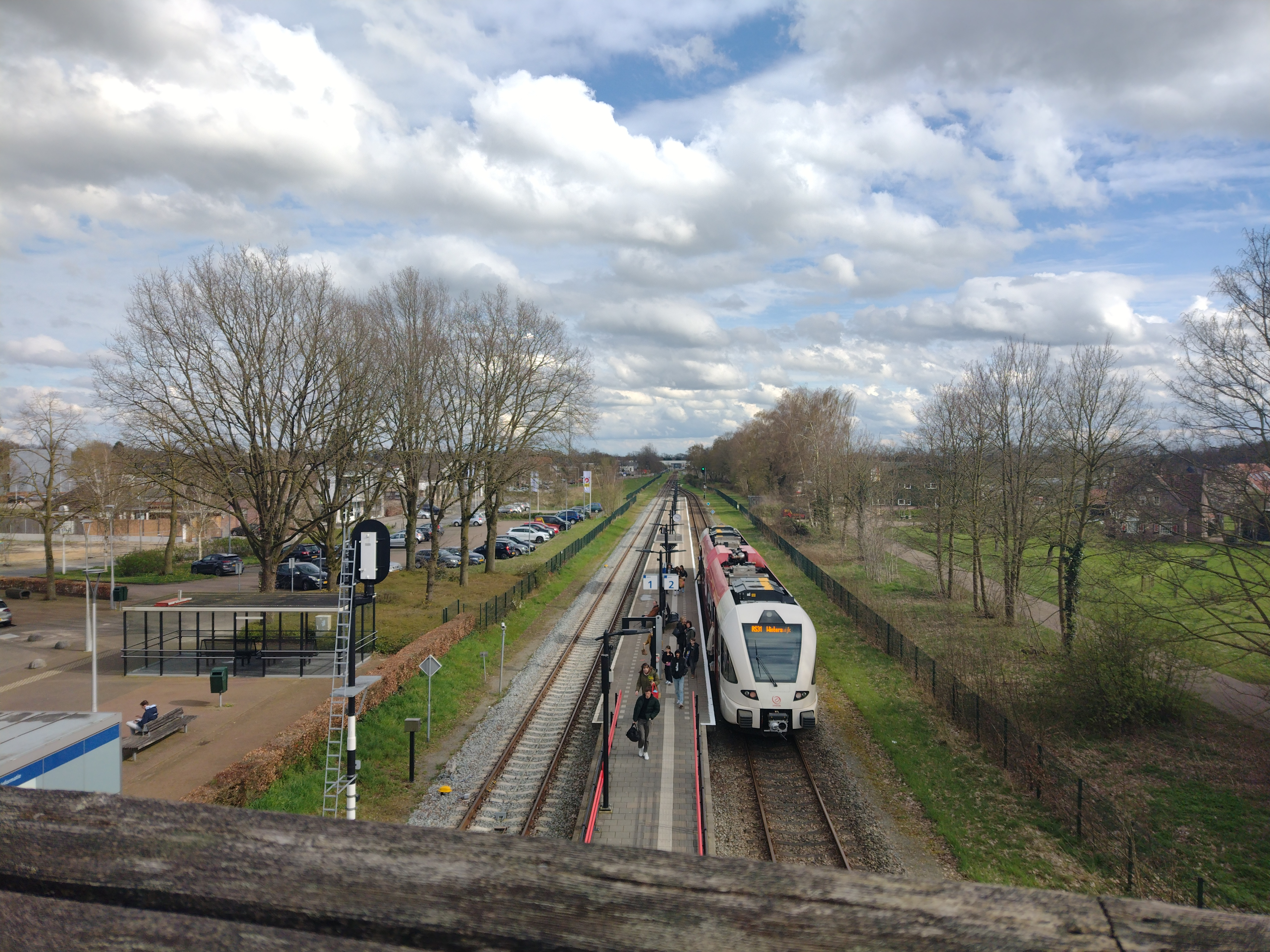
Arriva GTW op het station, gezien vanaf de loopbrug
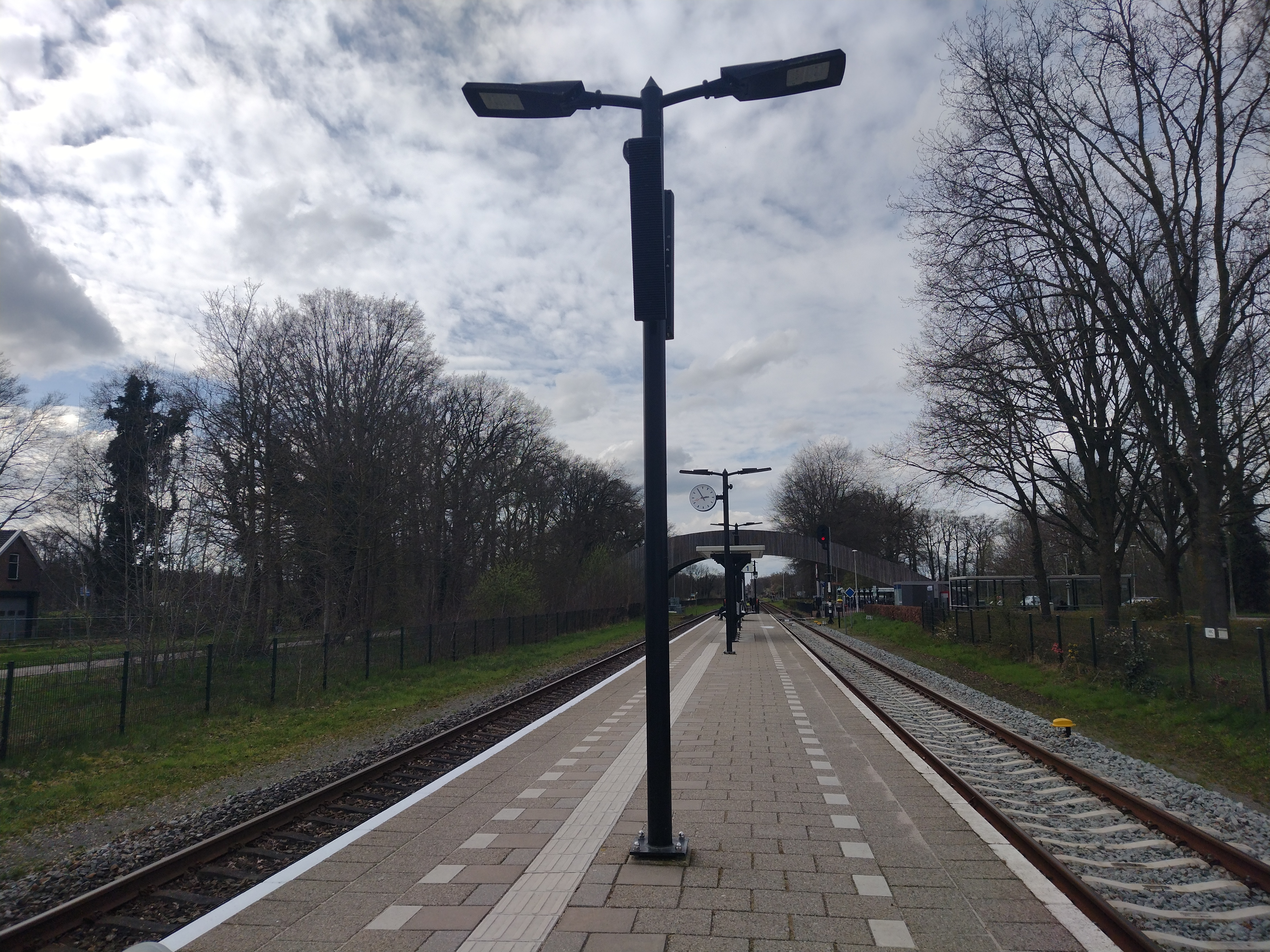
Perron

0,0: Zutphen ·
0,5: Nieuwstad ·
7,0: Warken ·
11,8: Vorden ·
17,5: Brandenborch ·
21,3: Ruurlo ·
28,8: Beltrum-Zieuwent ·
33,9: Lichtenvoorde-Groenlo ·
42,5: Winterswijk West ·
Winterswijk GOLS ·
43,6: Winterswijk
Huidige stations:
Aalten ·
Apeldoorn · 
-De Maten · 
-Osseveld ·
Arnhem:
-Centraal · 
-Presikhaaf · 
-Velperpoort · 
-Zuid ·
Barneveld:
-Centrum · 
-Noord ·
-Zuid ·
Beesd ·
Brummen ·
Culemborg ·
Didam ·
Dieren ·
Doetinchem · 
-De Huet · 
Duiven ·
Ede:
-Centrum ·
-Wageningen ·
Elst ·
Ermelo ·
Gaanderen · 
Geldermalsen ·
't Harde ·
Harderwijk ·
Hemmen-Dodewaard ·
Kesteren ·
Klarenbeek ·
Lichtenvoorde-Groenlo ·
Lochem ·
Lunteren ·
Nijkerk ·
Nijmegen · 
-Dukenburg · 
-Goffert · 
-Heyendaal · 
-Lent ·
Nunspeet · 
Oosterbeek ·
Opheusden ·
Putten ·
Rheden ·
Ruurlo ·
Terborg ·
Tiel · 
-Passewaaij ·
Twello · 
Varsseveld · 
Veenendaal-De Klomp · 
Velp · 
Voorst-Empe · 
Vorden · 
Wehl ·
Westervoort · 
Wezep · 
Wijchen ·
Winterswijk · 
-West · 
Wolfheze · 
Zaltbommel · 
Zetten-Andelst · 
Zevenaar · 
Zutphen
Voormalige stations: lijst van voormalige spoorwegstations in Gelderland